# Metrocable (Medellín)
Metrocable és un telecabina implantat per l'Ajuntament de Medellín, Colòmbia, amb la finalitat de donar un servei de transport complementari al Metro de Medellín. Va ser dissenyat per arribar a alguns dels assentaments informals de la ciutat als turons escarpats que marquen la seva topografia. Es considera en gran manera com el primer sistema de transport urbà propulsat per cable a Amèrica del Sud. La infraestructura de transport ja està establerta i està en servei des de l'any 2004.
El sistema consta d'una xarxa de 16 góndoles preexistents.
No obstant això, en aquests sistemes els passatgers passen per finestres adossades a l'interior de la góndola i, per tant, no han d'interaccionar amb altres. Hi havia plans a la ciutat durant algunes dècades abans de la seva creació per a algun tipus de transport que tingués en compte la difícil topografia de la regió. Aquestes idees es remunten a l'ús de la tecnologia del telefèric per exportar cafè (Telefèric Manizales - Mariquita) a partir dels anys trenta entre la ciutat de Manizales, al sud de Medellín, i el riu Cauca a 2.000 m. sota. En la seva encarnació moderna, va ser fruit d'un esforç conjunt entre l'alcalde electe de la ciutat, Luis Pérez Gutiérrez, i la Companyia del Metro. Per a alguns, la concepció inicial d'aquest sistema es va inspirar indirectament en el Tramvia Aeri de Caracas (també conegut com a Telecabina del Monte Avila) que va ser dissenyat principalment per portar passatgers a un hotel de luxe als anys cinquanta.
La línia K del Metrocable que connecta la vall del riu Medellín amb els escarpats turons de les Comunes 1 i 2, va ser el primer sistema del món dedicat al transport públic, amb un horari de servei fix. Des que va començar a operar l'any 2004, transporta 30.000 persones diàries i s'integra operativament a la resta del sistema de transport públic de Medellín (SITVA), que inclou el metro terrestre, el sistema de trànsit ràpid d'autobusos (BRT) i una línia de tramvia (inaugurada el 2016).
A partir de l'any 2020, el sistema de Metrocable de Medellín compta amb cinc línies, a saber: Línia H, Línia K, Línia J, Línia L (Cable Arvi) i Línia M. En conjunt, el sistema ha estat rebut amb entusiasme per part dels veïns, que són majoritàriament usuaris de baixos ingressos i estan preparats per cuesta de fins a 45 minuts a les hores punta per utilitzar-lo. Hi ha un nombre de sistemes similars en ràpid creixement a les ciutats d'Amèrica Llatina (Metrocable (Caracas), Mi Teleférico (La Paz), Manizales, Cali, TransMiCable (Bogotà), Mexicable prop de Ciutat de Mèxic, entre d'altres) i altres llocs.

## Descripció
Medellín es troba a la vall d'Aburrá i està envoltat de turons. Molts d'aquests turons són la llar de barris subdesenvolupats (assentaments informals), als quals, per la seva ubicació, no es pot arribar amb el metro del sistema de transport públic més gran de Medellín. De fet, molts d'aquests barris es troben en terrenys molt escarpats, fins al punt que ni tan sols un sistema d'autobusos normal podria ser útil o rendible comercialment. Abans de la implementació de la línia K de Metrocable, els residents del barri de Santo Domingo Savio gastaven més de 21⁄2 hores de desplaçament a la feina en cada sentit.
El sistema Metrocable és una branca del metro de Medellín i és gestionat per la corporació Metro de Medellín. El sistema utilitza la tecnologia Monocable Detachable Gondola que consisteix en telefèrics connectats a un cable fix mitjançant una empunyadura desmuntable. El cable de transport és tirat per grans rodes que permeten que les cabines es moguin a una velocitat mitjana de 10 milles per hora (16 km/h).
El sistema va ser construït per l'empresa francesa Poma.

## Rutes

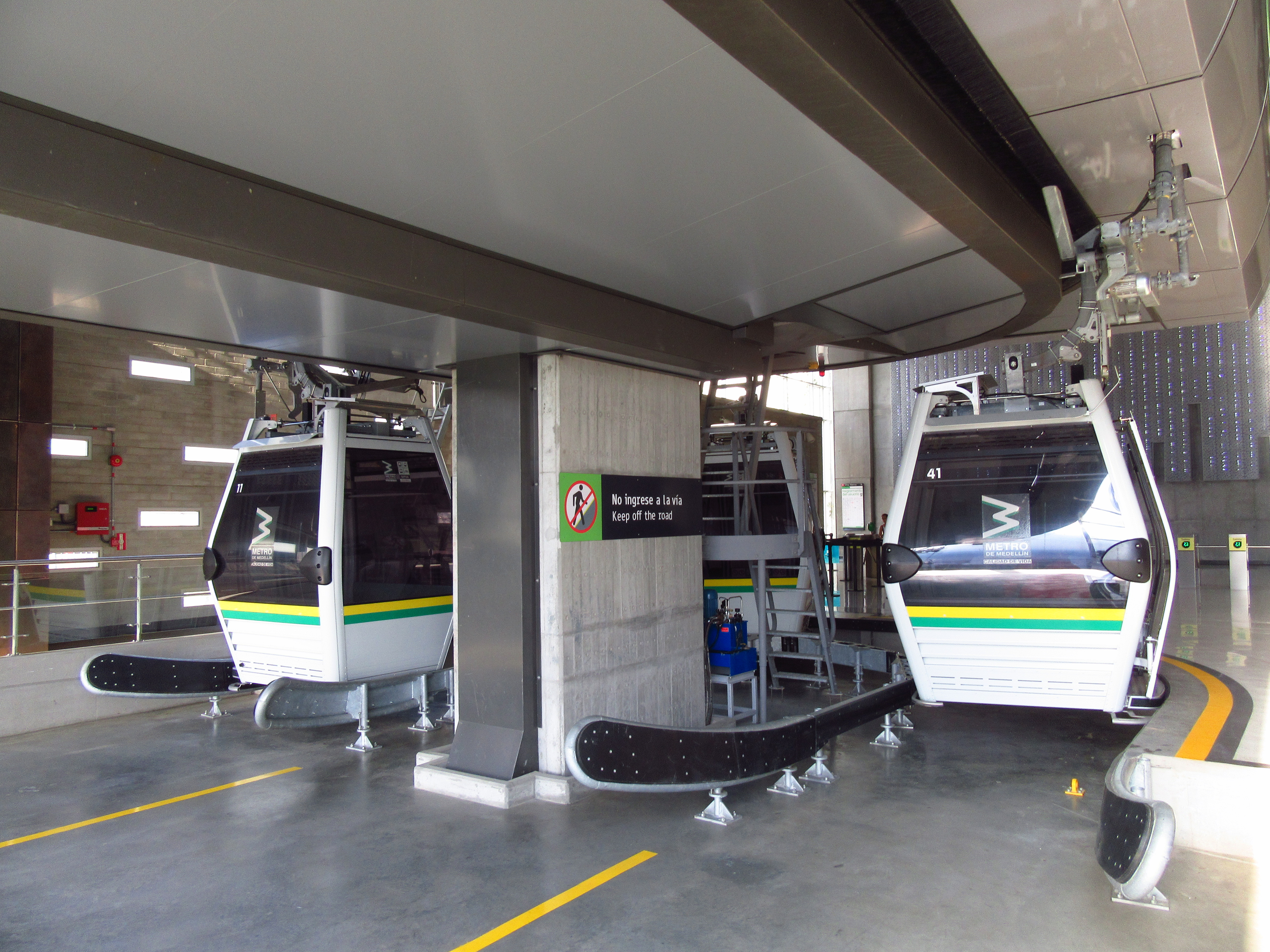
Estació de Villa Sierra, el terme est de la Línia H.

A partir del 2020 s'han obert cinc línies de Metrocable -Línia H, Línia J, Línia K, Línia L i Línia M- i una està en construcció (Línia P).
La línia K va ser la línia inicial que es va construir i es va inaugurar l'any 2004. Té una longitud de 2,07 km i conté les quatre estacions següents: Acevedo, Andalucia, Popular i Santo Domingo. El cost de construcció s'estima en 26 milions de dòlars.

### Línia J
Poc després que els funcionaris veiessin l'enorme èxit de la línia K, els plans per continuar amb una altra línia, la línia J, van ser immediatament sobre la taula. Es va inaugurar oficialment el 2008. Igual que la Línia K, també té quatre estacions: San Javier, Juan XXIII, Vallejuelos i La Aurora. Tota la longitud de la línia J transcorre al llarg de 2,7 km de cable.

### Línia L
La Línia L no dona servei a zones comunes, sinó que és una línia turística que connecta amb el Parc d'Arví i forma part d'un projecte social per apropar els refugis i la natura a les masses. Els passatgers han de pagar una tarifa addicional: 10.000 pesos colombians ($3 USD aprox.) per anar en aquesta línia.
Està connectat amb l'estació terminal de la línia K - Santo Domingo. També es preveu que aquesta nova línia ajudi a promoure i desenvolupar el turisme a les zones rurals de l'entorn del llac Guarne. Es trigarà 14 minuts a pujar al Tambo i no hi haurà estacions intermèdies.

### Línia H
La línia H es va inaugurar el 2016. Té una longitud d'1,4 km i inclou tres estacions: Oriente, Las Torres i Villa Sierra. La demanda s'estima en 1.800 passatgers per hora (en comparació amb els 3.000 de la línia K). A l'estació d'Orient, connecta amb la línia del Tramvia d'Ayacucho, que al seu torn està connectada amb la Línia A del sistema de metro aeri.

### Línia M
La línia M es va inaugurar el 2019. Té una longitud d'1,05 km i inclou tres estacions: Miraflores, El Pinal i Trece de Noviembre. Té una capacitat de 2.500 viatgers per hora i, a l'estació de Miraflores, connecta amb la línia del Tramvia d'Ayacucho, que al seu torn està connectada amb la Línia A del sistema de metro aeri.

### Línia P
La línia P, que s'estén a l'oest des de l'estació d'Acevedo, es va inaugurar el 10 de juny de 2021.

## Transport públic

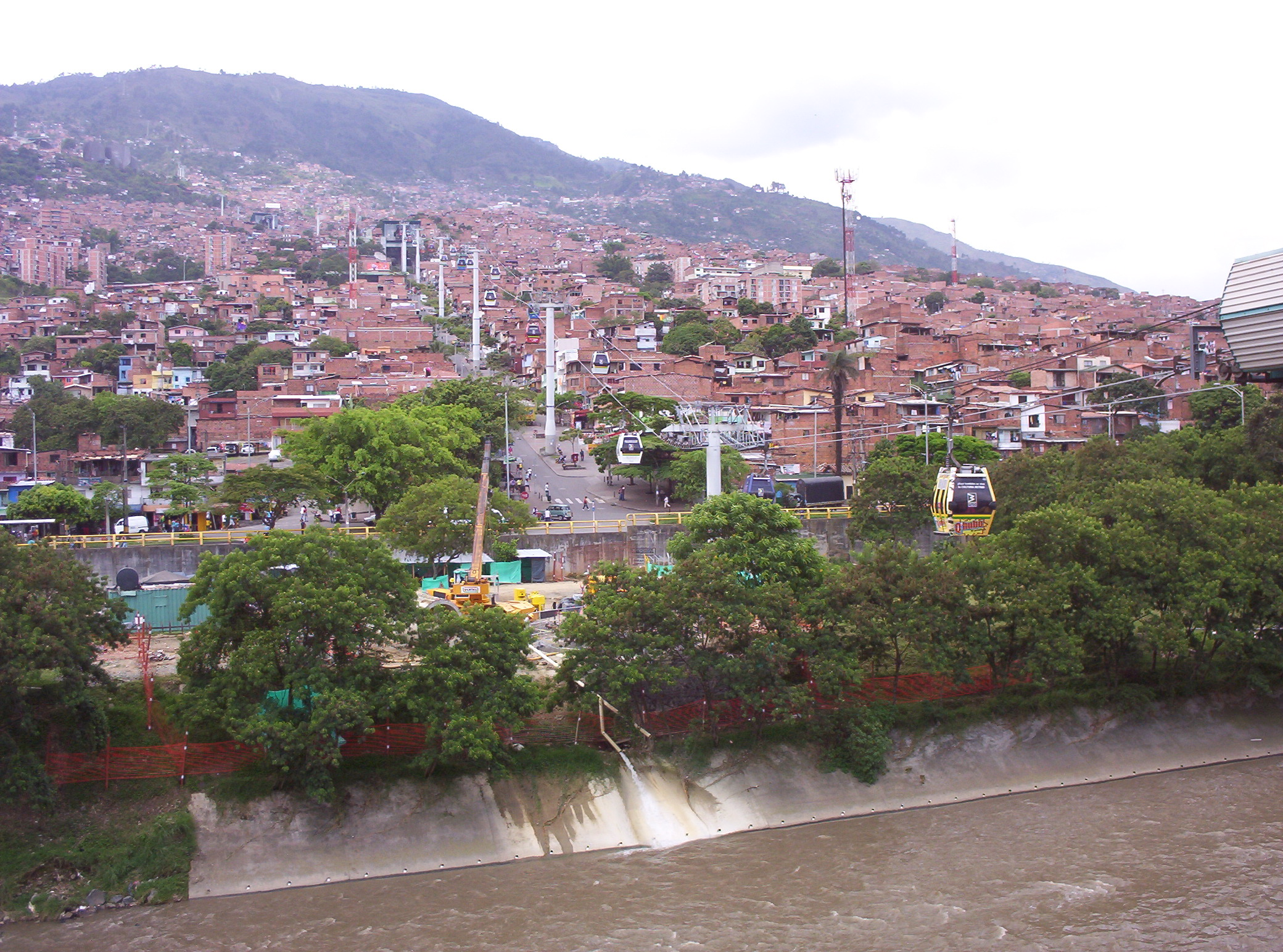
Vista del Metrocable travessant el riu Medellín

Els ascensors aeris no s'utilitzen sovint com a sistema de transport massiu, encara que es poden utilitzar com a tals. Tanmateix, s'estan fent més populars amb exemples que inclouen el sistema Metrocable a Caracas, Veneçuela, el sistema Mexicable a Ecatepec, Mèxic, el sistema Mi Teleférico a La Paz, Bolívia, el Teleférico do Alemão a Rio de Janeiro, Brasil (actualment tancat), i, als Estats Units, el tramvia de l'illa Roosevelt a la ciutat de Nova York i el tramvia aeri de Portland a Portland, Oregon.
Si bé les góndoles que s'utilitzen com a trànsit ofereixen molts avantatges, com ara la capacitat de construir-se en un terreny que impedeix altres transports de superfície, la rendibilitat, les baixes emissions i l'eficiència energètica, un dels desavantatges de les gòndoles és el risc de talls elèctrics. En cas de perill o emergència no és possible sortir de les cabines. Tanmateix, el Metro de Medellín està millorant aquest problema proporcionant un sistema de comunicació a cada vehicle en cas d'emergència.
Els estudis han suggerit fortes correlacions entre la intervenció dels Metrocables i les reduccions espectaculars de la delinqüència associada a les zones on s'ha introduït el Metrocable de Medellín.